# Старосвітські поміщики (повість)
«Старосвітські поміщики» (рос. Старосветскийе помещики) — повість Миколи Гоголя написана ним у 1833-34 роках. Вперше опублікована 1835 року в збірці Миргород.

## Історія створення
На думку дослідників творчості Гоголя, повість було створено під враженнями від поїздки Гоголя в Україну, яка відбулась 1832 року. Сам твір він написав вже в Петербурзі у 1833—1834 роках. За основу було взято міф про Фелемона і Бавкіда, розказаний Овідієм в поемі Метаморфози. Також прототипами головних героїв вважають знайомих Миколи Гоголя та його родичів. Окремий фрагмент з кішкою яка налякала головну героїню взято з розповіді Михайла Щепкіна, ця історія трапилася з його бабусею.

## Персонажі

### Головні
- Афанасій Іванович Товстогуб — поміщик, 60 років
- Пульхерія Іванівна Товстогубиха — його дружина, 55 років

### Другорядні
- Явдоха — ключниця
- Нечипір — прикажчик
- Кучер
- Улюблена кішка Пульхерії Іванівни

## Сюжет
Афанасій Іванович Товстогуб та Пульхерія Іванівна — подружжя поміщиків похилого віку. Вони одружилися 30 років тому й живуть в одному з тихих сіл, які звуть старосвітськими. Проте ця пара не була такими, що клянуть все нове та хвалять старе. Земля в них добра, і приносить стільки прибутку, що крадіжки прикажчика та лакеїв навіть не помічаються. Подружжя ніколи не мало дітей. Це дає їм можливість присвячувати себе один одному. Вони завжди звертаються на «Ви». Подружжя любить пригощати всіх свої гостей.
Одного разу улюблена кішка Пульхерії Іванівни зникла. Це дуже засмучує завжди життєрадісну Пульхерію Іванівну. Через 3 дні вона зустрічає кішку в бур'яні на городі. Хазяйка годує тварину та намагається її погладити, проте кішка назавжди від неї тікає. Після цього випадку Пульхерія Іванівна довго ходила засмучена, після чого об'явила чоловіку свій висновок — це за нею приходила смерть, вона скоро помре. Не дивлячись на відмовки чоловіка, мовляв, це все вигадка, хазяйка дає настанови ключниці Явдосі як доглядати Афанасія Івановича після її смерті. Пульхерія Іванівна помирає. Це дуже сильно засмучує Афанасія Івановича, він цілими днями ридає.
Проходить 5 років. Афанасій Іванович продовжує сумувати за покійницею, всі навколишні речі йому нагадують її. Навіть час нездатний вилікувати його душевні рани. Він гуляє садом, як раптом чує, що хтось його кличе, проте в саду пусто. Він швидко зрадів, вирішивши, що це його Пульхерія Іванівна кличе до себе. Прийшовши в будинок він дає наказ похоронити його поряд з дружиною. Наступного дня господар помирає.
Маєток пустили по вітру слуги подружжя та якийсь далекий родич, що виявився спадкоємцем.

## Переклади

### Українською
- 1881 — у Львові видано перший переклад, зроблений Натаном Вахнянином;
- 1930 — було видано переклад Сергія Вільхового;
- 1952 — видано переклад Петра Панча[2].

### Французькою
- 1845 в Парижі було видано збірку творів Гоголя французькою мовою. Ідея видання належала Івану Тургенєву. Він же разом з Степаном Гедеоновим займався перекладом. Редагував Луї Віардо, хоча на виданні зазначений як перекладач[3].

## Оцінка
Повість схвально оцінили критики Осип Сєнковський та Степан Шевирьов. Олександр Пушкін писав Гоголю, що «з жадобою все прочитав». Повістю захоплювався Микола Станкевич, також твір сподобався Михайлу Погодіну. Один з найвідоміших критиків свого часу Віссаріон Белінський в своїй статті «Про російську повість та повісті М. Гоголя» писав:
 «Візьміть його „Старосвітських поміщиків“: що в них? Дві пародії на людство: протягом кількох десятків років п'ють та їдять, їдять та п'ють, а потім, як водиться віддавна, вмирають… І потім, ви так виразно уявляєте собі акторів цієї дурної комедії, так ясно бачите все їхнє життя, ви, який, можливо, ніколи не бував у Малоросії, ніколи не бачив таких картин і не чув про таке життя!» 

## Екранізації

### Фільми
- 1983 — Миргород та його мешканці ( УРСР) (Фільм за мотивами оригінальної повісті, тут об'єднано повісті: «Старосвітські поміщики», «Іван Федорович Шпонька і його тітонька» та «Повість про те, як посварився Іван Іванович з Іваном Никифоровичем»);
- 2008 — Марево ( Росія) (Серіал за мотивами оригінальної повісті, тут об'єднано повість «Старосвітські поміщики» та «Повість про те, як посварився Іван Іванович з Іваном Никифоровичем»).

### Мультфільм
- 2008 — Він і вона ( Росія) ляльковий мультфільм.